# Титовка (Тамбовская область)
Титовка — село в Сосновском районе Тамбовской области России. Входит в состав Дегтянского сельсовета.

## География
Титовка расположено в пределах Окско-Донской равнины, в южной части района между реками Грязнушка и Черновая. Фактически слилось с селом Новая Дегтянка. Примыкает с севера к селу Стёжки.
Климат
Титовка находится, как и весь район, в умеренном климатическом поясе, и входит в состав континентальной климатической области Восточно-Европейской Равнины. В среднем в год выпадает от 350 до 450 мм осадков. Весной, летом и осенью преобладают западные и южные ветра, зимой — северные и северо-восточные. Средняя скорость ветра 4-5 м/с.

## История
Согласно Закону Тамбовской области от 17 сентября 2004 года № 232-З село включено в состав образованного муниципального образования Дегтянский сельсовет.

## Население
| 2010 |
| ---- |
| 252  |

## Инфраструктура
Личное подсобное хозяйство.

## Транспорт
Доступна автотранспортом. Остановки общественного транспорта «Титовка».